# Bruchidius reitteri
Bruchidius reitteri là một loài bọ cánh cứng trong họ Bruchidae. Loài này được Schilsky miêu tả khoa học năm 1906.